# Joaquim Francisco
Joaquim Francisco de Freitas Cavalcanti GOMM (Recife, 14 de abril de 1948 – Recife, 3 de agosto de 2021), foi um advogado e político brasileiro, ex-membro do Partido da Social Democracia Brasileira (PSDB). Foi ministro do Interior durante o governo Sarney. Por Pernambuco, foi governador, deputado federal por três mandatos e secretário do Trabalho durante o governo de seu tio Moura Cavalcanti, além de prefeito por dois mandatos da capital Recife.

## Biografia
Advogado, Procurador do Estado de Pernambuco aposentado, formado pela Universidade Federal de Pernambuco desde 1970, com grande atuação na área política, foi Prefeito da Cidade do Recife por dois mandatos (1983-1985 e 1988-1990), Deputado Federal Constituinte (1988), Ministro do Interior (1989), Governador do Estado de Pernambuco (1990-1994), e  Deputado Federal pelo Estado de Pernambuco (1998-2006), destacando-se como Presidente da Comissão Especial, que discutiu e aprovou a Lei de Responsabilidade Fiscal (2001-2002).
Ressalte-se sua atuação como Consultor do Banco Interamericano de Desenvolvimento – BID – Washington DC, 1995, Membro do Conselho da Reforma do Estado – Brasília, 1996/1997 e Orientação Política e Social (COPES) – FIESP, 1996/1998 e Consultor do Bureau of Reclamation – BID – Banco Mundial. Brasília, 1997. Atualmente é Presidente do Instituto Teotônio Vilela em Pernambuco – ITV/PE e atua como Advogado e Consultor.
Ao longo de sua trajetória política recebeu várias homenagens, como por exemplo: Ordem do Mérito Judiciário do Trabalho – Grã Cruz – Tribunal Superior do Trabalho, Ordem do Congresso Nacional – Grande Oficial, em 1992, Medalha de Mérito do Ministério Público de Pernambuco – Classe Ouro, concedida em 1995, entre outros.
Participou de várias palestras, cursos, debates, seminários nacionais e internacionais destacando-se cursos de Direito Internacional Público – UFPE, 3° Ciclo de Estudos sobre Segurança e Desenvolvimento – ADESG/PE,Fellow da Kellog Foundation – NAPA – Capacitação em Desenvolvimento Internacional, Seminários em Medellin, Colômbia; Washington DC e Minneapolis EUA; Rio de Janeiro; Mérida, México; Cali, Colômbia. Conferências, Palestras e Debates sobre temas diversos proferidas no Brasil, Estados Unidos, Portugal, Colombia, França, China, Japão, Romênia, Inglaterra e outros vinte e cinco países - 1977 a 2006.
Publicou diversos artigos e livros como: Planejamento Familiar e Trópico, Recife/1983, Idéias e Compromissos, Recife/1984, Uma Constituição Renovadora, Recife/1987, A Lição Ficou, Brasília/1989, A Bandeira do Trabalho, Recife/1992, Reafirmação do Ideal, Recife/1993,Missão e Trajetória, Recife/PE, Modernização do Estado, Washington DC – BID/1995.
Publicações Parlamentares: Planejamento Familiar: uma volta à questão, Brasília / 1999; Coerência Parlamentar, Brasília / 2000; Renovação de Compromisso, Brasília / 2001. Fidelidade a Pernambuco, Brasília / 2002; Turismo, Emprego e Outros Temas, Brasília / 2003; Discursos e Projetos, Brasília / 2004. 
PRINCIPAIS COMENDAS E TÍTULOS
- Medalha do Mérito Previdenciário – Concedida pelo Ministério da Previdência e Assistência Social
- Medalha Pernambucana do Mérito – Classe Ouro
- Medalha da Ordem do Mérito Guararapes – Grau de Grande Oficial
- Cidadão Honorário de Minneapolis, Minnesota (EUA) – Título concedido em 1983
- Medalha Pernambucana do Mérito Policial Militar
- Medalha do Mérito Judiciário Desembargador Joaquim Nunes Machado – Classe Ouro – Tribunal de Justiça de Pernambuco
- Medalha da Ordem Nacional do Mérito – Governo da República da França
- Medalha da Ordem do Mérito Capibaribe – Grão Mestre – Cidade do Recife
- Ordem do Rio Branco – Grande Oficial
- Medalha da Ordem do Mérito do Chile – Grão Oficial
- Diploma da Grande medalha da Inconfidência – Governo de Minas Gerais
- Medalha do Mérito Nilo Coelho – Tribunal de Contas de Pernambuco
- Ordem do Mérito Judiciário do Trabalho – Grã Cruz – Tribunal Superior do Trabalho
- Ordem do Congresso Nacional – Grande Oficial
- Grande Medalha da Inconfidência – Minas Gerais, concedida em 1992
- Medalha de Mérito do Ministério Público de Pernambuco – Classe Ouro, concedida em 1995

Em 1993, como governador, Francisco foi admitido pelo presidente Itamar Franco à Ordem do Mérito Militar no grau de Grande-Oficial especial.
TRAJETÓRIA POLÍTICA
ATIVIDADES, CARGOS E FUNÇÕES
- Assistente de Administração do Instituto da Previdência dos Servidores do Estado de Pernambuco – IPSEP (Procuradoria Jurídica), 1966
- Oficial de Gabinete do governador Nilo Coelho do Estado de Pernambuco, 1967/1970
- Assistente da Presidência do Instituto de Colonização e Reforma Agrária – INCRA e Assistente Geral da Coordenadoria Regional do INCRA no Nordeste, 1970/1974
- Coordenador do Grupo de Trabalho PROTERRA-Nordeste, 1972/1974
- Secretário do Trabalho e Ação Social do Estado de Pernambuco, governo Moura Cavalcanti, 1974/1978
- Presidente da Comissão de Defesa Civil de Pernambuco, 1974/1978
- Presidente do Conselho de Administração da Companhia de Habitação de Pernambuco – COHAB/PE, 1979/1981
- Procurador Judicial da Junta Comercial do Estado de Pernambuco, 1978/1994
- Diretor Administrativo-Financeiro da Companhia de Alumínio do Nordeste – SUDENE, 1979/1980
- Fundador e Coordenador do Grupo de Estudos Livres, Recife/1980
- Prefeito da Cidade do Recife, 1983/1985
- Deputado Federal Constituinte, 1987
- Ministro do Interior, 1987
- Prefeito da Cidade do Recife, 1989/1990
- Governador do Estado de Pernambuco, 1991/1994
- Consultor do Banco Interamericano de Desenvolvimento – BID – Washington DC, 1995
- Membro do Conselho da Reforma do Estado – Brasília, 1996/1997
- Membro do Superior Conselho de Orientação Política e Social (COPES) – FIESP, 1996/1998
- Consultor do Bureau of Reclamation – BIRD – Banco Mundial. Brasília, 1997.
- Deputado Federal – 1998-2006. Foi presidente da Comissão Especial que discutiu e aprovou a Lei de Responsabilidade Fiscal (2001-2002).
- Advogado e consultor – escritórios de advocacia Recife e Brasilia – 2008-2017
- Presidente do Instituto Teotônio Vilela de Pernambuco (ITV/PE-PSDB)2016-2017.

TRABALHOS E CONFERÊNCIAS
- Conferências, Palestras e Debates sobre temas diversos proferidas no Brasil, Estados Unidos, Portugal, Colombia, França, China, Japão, Romênia, Inglaterra e outros vinte e cinco países - 1977 a 2017.

TRABALHOS PUBLICADOS
- Planejamento Familiar e Trópico, Recife/1983
- A Lição Ficou, Brasília/1989
- Idéias e Compromissos, Recife/1984
- Uma Constituição Renovadora, Recife/1987
- A Bandeira do Trabalho, Recife/1992
- Reafirmação do Ideal, Recife/1993
- Missão e Trajetória, Recife/PE
- Modernização do Estado, Washington DC – BID/1995.

PUBLICAÇÕES PARLAMENTARES
- Planejamento Familiar: uma volta à questão, Brasília / 1999
- Coerência Parlamentar, Brasília / 2000
- Renovação de Compromisso, Brasília / 2001
- Fidelidade a Pernambuco, Brasília / 2002
- Turismo, Emprego e Outros Temas, Brasília / 2003
- Discursos e Projetos, Brasília / 2004

## Publicações
- Planejamento Familiar e Trópico - Recife/1983
- A Lição Ficou - Brasília/1989
- Idéias e Compromissos - Recife/1984
- Uma Constituição Renovadora - Recife/1987
- A Bandeira do Trabalho - Recife/1992
- Reafirmação do Ideal - Recife/1993
- Missão e Trajetória - Recife/PE
- Modernização do Estado - Washington DC - BID/1995
- Planejamento Familiar: uma volta à questão, Brasília / 1999
- Coerência Parlamentar - Brasília / 2000